# Batalha do Salado
A Batalha do Salado foi travada a 30 de outubro de 1340, entre cristãos e mouros, junto da ribeira do Salado, na província de Cádis (sul de Espanha).

## Antecedentes
Alboácem Ali ibne Otomão, rei de Fez e de Marrocos, aliado com o emir de Granada, decidira reapossar-se a todo o custo dos domínios cristãos, e as forças muçulmanas já haviam entrado em acção contra Castela. A frota do prior de S. João do Hospital, almirante castelhano, que tentara opor-se ao desembarque dos mouros, foi completamente destroçada por uma tempestade, e esse desastre obrigou Afonso XI de Castela a humilhar-se, mandando pedir à esposa - a quem tanto desrespeitara com os seus escandalosos casos amorosos com Leonor de Gusmão - que interviesse junto de seu pai, o rei português Afonso IV de Portugal, para que este enviasse uma esquadra de socorro.
Estava D. Maria recolhida num convento em Sevilha e, apesar dos agravos que sofrera, acedeu ao pedido. Todavia, Afonso IV, no intuito de humilhar ainda mais o genro, respondeu ao apelo dizendo, verbalmente, ao enviado da filha, que se o rei de Castela precisava de socorro o pedisse directamente. Vergando o seu orgulho ao peso das circunstâncias, Afonso XI de Castela repetiu pessoalmente o pedido por carta, e o soberano português enviou-lhe imediatamente uma frota comandada pelo almirante genovês Manuel Pessanha (ou Pezagno) e pelo seu filho Carlos Pessanha. Era cada vez mais desesperada a situação de Afonso XI, a quem o papa censurava asperamente.
Além da frota portuguesa, Castela recebia um reforço de doze galés cedidas pelo rei de Aragão, mas tudo isto nada era em comparação com o número incontável dos contingentes mouros. O rei de Granada, Iúçufe I tomou, em Setembro de 1340, o comando das tropas, às quais pouco depois se juntou, em Algeciras, um formidável exército sob as ordens de Alboácem Ali. A ameaça muçulmana era apavorante. Os mouros, embora repelidos nas primeiras tentativas de ataque a Tarifa, não deixavam prever a possibilidade de vantagens futuras para as hostes cristãs.
Reconhecendo o quanto lhe seria útil a ajuda do rei de Portugal, Afonso XI de novo rogou a intervenção de D. Maria. Esta acedeu uma vez mais e foi-se encontrar com D. Afonso IV, em Évora. O soberano português atendeu as súplicas da filha, e logo esta foi dar a boa notícia a seu marido, que ansioso, a fora esperar a Juromenha.
D. Afonso IV reuniu então em Elvas, juntamente com D. Martim Peres de Soveral, o maior número possível de cavaleiros e peões e, à frente do exército, que ia aumentando durante a viagem com os contingentes vindos de vários pontos do país, dirigiu-se a Castela, onde por ordens do genro foi recebido com todas as honras. Em Sevilha, Afonso XI em pessoa acolheu festivamente o rei de Portugal e sua filha, a rainha D. Maria. Ali se desfizeram, quanto menos momentaneamente, os ressentimentos de passadas discórdias.

## Campo de batalha
Assente entre os dois monarcas o plano estratégico, não se demoraram em sair de Sevilha a caminho de Tarifa. Tendo chegado oito dias depois a Pena del Ciervo avistaram o extensíssimo arraial muçulmano. A 29 de outubro, reunido o conselho de guerra, foi decidido que Afonso XI de Castela combateria o rei de Marrocos, e Afonso IV de Portugal enfrentaria o de Granada. Afonso XI designou D. João Manuel para a vanguarda das hostes castelhanas, onde iam também D. João Nunes de Lara e o novo mestre de Sant'Iago, irmão de Leonor de Gusmão. Com D. Afonso IV viam-se o arcebispo de Braga Gonçalo Pereira, o prior do Crato, o mestre da Ordem de Avis e muitos denotados cavaleiros.
No campo dos cristãos e dos muçulmanos tudo se dispunha para a batalha, que devia travar-se ao amanhecer do dia seguinte. A cavalaria castelhana, atravessando o Salado, iniciou a peleja. Logo saiu, a fazer-lhe frente, o escol da cavalaria muçulmana, não conseguindo deter o ataque. Quase em seguida avançou Afonso XI, com o grosso das suas tropas, defrontando então as numerosas forças muçulmanas. Estava travada, naquele sector, a ferocíssima luta. O rei de Castela, cuja bravura não comportava hesitações, acudia aos pontos onde o perigo era maior, avançando furiosamente sobre os bandos árabes até os pôr em debandada.

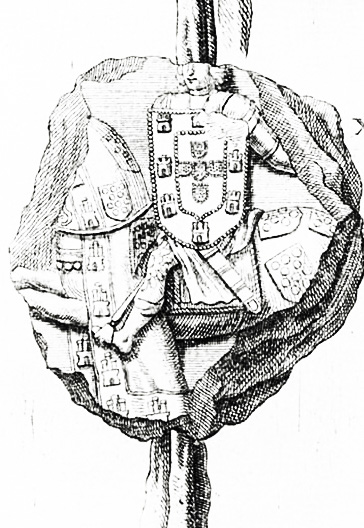
Selo de D. Afonso IV, mostrando o rei armado e a cavalo.

Por então, a guarnição da praça de Tarifa, caíu sobre a retaguarda dos mouros numa surtida inesperada, alcançando o arraial de Alboácem Ali e espalhando a confusão entre os invasores. No sector onde combatiam as forças portuguesas, as dificuldades eram ainda maiores, pois os mouros de Granada, mais disciplinados, combatiam pela sua cidade, sob o comando de Iúçufe I, que via em risco o seu reino. Mas D. Afonso IV, à frente dos seus intrépidos cavaleiros, conseguiu romper a formidável barreira inimiga e espalhar a desordem, precursora do pânico e da derrota entre os mouros granadinos. E não tardou muito que, numa fuga desordenada, africanos e granadinos abandonassem a batalha, largando tudo para salvar a vida. O campo estava juncado de corpos de mouros, vítimas da espantosa mortandade.
O enorme arraial dos reis de Fez e de Granada, com todos os seus despojos valiosíssimos em armas e bagagens, caiu por fim em poder dos cristãos, que ali encontraram ouro e prata em abundância, constituindo tesouros de valor incalculável. Ao fazer-se a partilha destes despojos, assim como dos prisioneiros, quis Afonso XI agradecer ao sogro, pedindo-lhe que escolhesse quanto lhe agradasse, tanto em quantidade como em qualidade.
Afonso IV porém, num dos raros gestos de desinteresse que praticou em toda a sua vida, só depois de muito instado pelo genro escolheu, como recordação, nada mais que uma cimitarra cravejada de pedras preciosas e, de entre os prisioneiros, um sobrinho do rei Alboácem Ali. 
A 1 de novembro ao princípio da tarde, os exércitos vencedores abandonaram finalmente o campo de batalha, dirigindo-se para Sevilha onde o rei de Portugal pouco tempo se demorou, regressando logo ao seu país.

## Desdobramentos

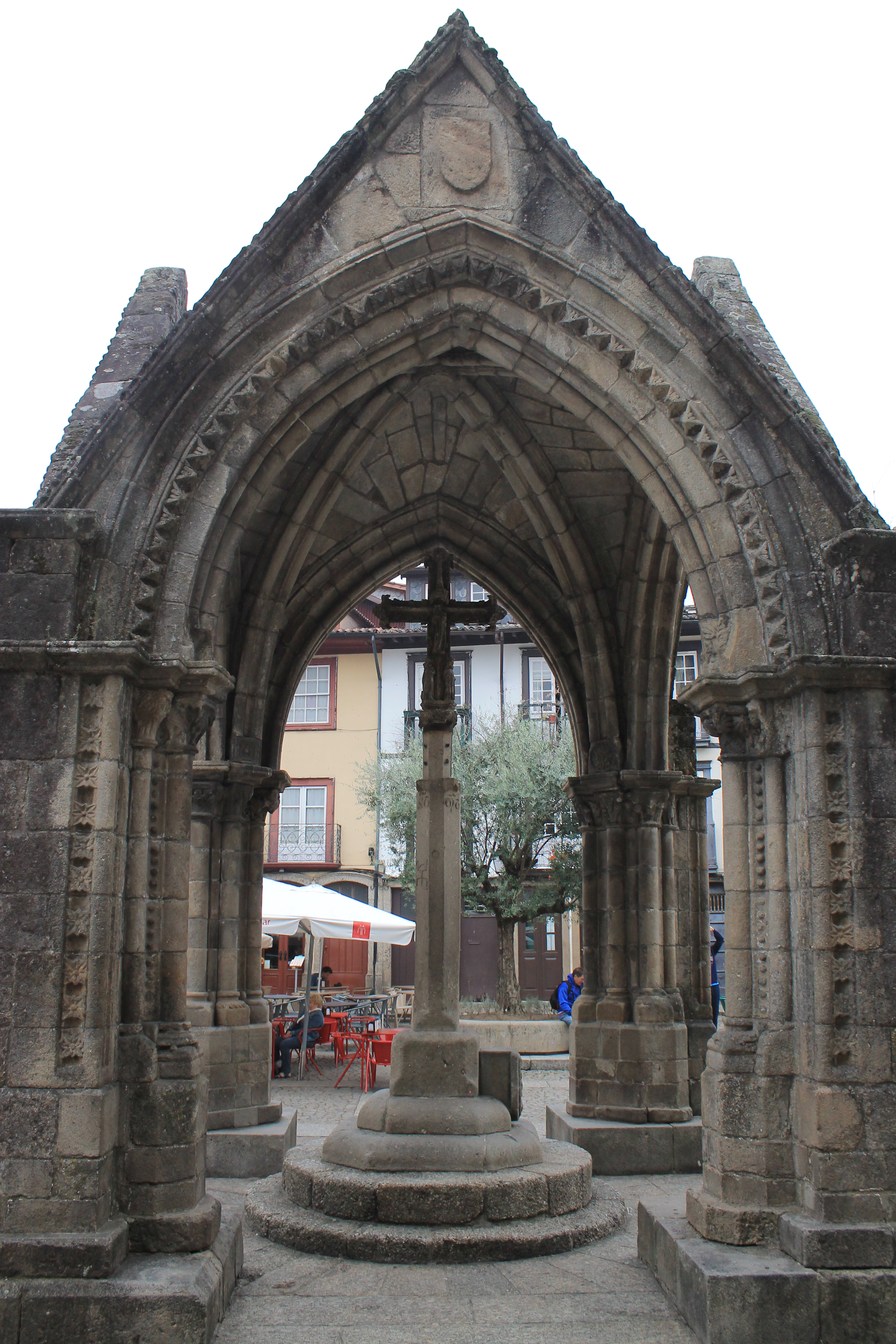
"Padrão do Salado" em Guimarães, erigido por D. Afonso IV como monumento à vitória no Salado.

Pode imaginar-se sem custo a impressão desmoralizadora que a vitória dos cristãos causou em todo o mundo muçulmano e o entusiasmo que se espalhou entre a cristandade europeia. Era, ao cabo de seis séculos, uma renovação da vitória de Carlos Martel em Poitiers.
Para exteriorizar o seu regozijo, Afonso XI apressou-se a enviar ao Papa Bento XII uma pomposa embaixada portadora de valiosíssimos presentes, constituídos em parte pelas riquezas tomadas aos mouros, vinte e quatro prisioneiros portadores de bandeiras que haviam caído em poder dos vencedores, muitos cavalos árabes ricamente ajaezados e com magníficas espadas e adagas pendentes dos arções, e ainda o soberbo corcel em que o rei castelhano pelejara.
Quanto ao auxílio prestado por Portugal, que sem dúvida fora bastante importante para decidir a vitória dos exércitos cristãos, deixou-o o Papa Bento XII excluído dos louvores que, em resposta, endereçou a Afonso XI em consequência da opulenta «lembrança» enviada pelo rei de Castela. 
D. Afonso IV ficaria para a História com o cognome de «o Bravo», em consequência da sua acção em batalha.